# Mio Ōtani
Pour les articles homonymes, voir Mio et Otani.
Cet article concerne une actrice japonaise. Pour la footballeuse japonaise, voir Mio Otani (football).
Mio Ōtani (大谷 澪, Ōtani Mio), née le 13 juillet 1992 à Neyagawa, est une actrice japonaise.

## Biographie
En 2013, elle tient le rôle principal en duo avec Rumi Hanai dans Jellyfish, un film de Shūsuke Kaneko.

## Filmographie
- 2010 : Atsuizo! nekogaya!! (série télévisée) : Lisa
- 2011 : Abatâ (Avatar)
- 2012 : Poison (mini-série)
- 2012 : Fashion Story: Model
- 2013 : Jellyfish : Yumi miyashita
- 2013 : Kamen raidâ Wizâdo (Kamen Rider Wizard) (série télévisée) : Naomi
- 2013 : Souru furawâ torein (Soul Flower Train)
- 2014 : Boku wa tomodachi ga sukunai (I Don't Have Many Friends) : Sena Kashiwazaki